# Bosphorus tegen Ierland
Bosphorus tegen Ierland is een mijlpaalarrest van het Europees Hof voor de Rechten van de Mens van 30 juni 2005.
Het arrest handelt over de verhouding tussen een conflict tussen verplichtingen uit het Unierecht enerzijds en verplichtingen uit het Europees Verdrag voor de Rechten van de Mens (EVRM) anderzijds. Het arrest is ook van belang voor de verhouding tussen het Europees Unierecht en het EVRM.

## Feiten
Bosphorus Airways was een Turkse luchtvaartmaatschappij die enkele vliegtuigen leasde van een Joegoslavische maatschappij. Toentertijd legde de Verenigde Naties sancties, waaronder economische, op aan Joegoslavië. De Europese Unie nam akte van deze sancties en implementeerde ze ook. VN-recht werd zo ook EU-recht. 
Een van de geleasde vliegtuigen onderging een mechanische check-up in Dublin, Ierland. Gezien de economische EU-sancties ten aanzien van Joegoslavië, en gezien het vliegtuig eigendom was van een Joegoslavische luchtvaartmaatschappij, verbood Ierland het vliegtuig te vertrekken en betoogde dat dit verbod een louter voortvloeisel was van een toepassing van het Europees Unierecht. Bosphorus stelde echter dat ze een Turkse maatschappij was en geen Joegoslavische en begon een rechtszaak.

## Arrest Hof van Justitie
De Ierse rechter stelde een prejudiciële vraag aan het Hof van Justitie: respecteert het EU-sanctiemechanisme de fundamentele rechten van ondernemingen? In 1996 gaf het Hof van Justitie Ierland gelijk.

## Arrest EHRM
Bosphorus Airlines betoogde dat artikel 1 Protocol 1 van het Europees Verdrag voor de Rechten van de Mens werd geschonden, dat een bescherming van het eigendomsrecht inhoudt. Het Hof wees dit argument echter af.
Het EHRM ontwikkelde de Bosphoruspresumptie (of het vermoeden van Bosphorus). Dit houdt in dat er een vermoeden is dat het Unierecht dezelfde mate van bescherming biedt als het Europees Verdrag voor de Rechten van de Mens.
Het Hof oordeelde (vrij vertaald):

155. Volgens het Hof is het handelen van staten in overeenstemming met juridische verplichtingen gerechtvaardigd zolang de relevante organisatie geacht wordt de fundamentele rechten te beschermen, wat betreft zowel de substantieve garanties die geboden worden als de controlemechanismen die erop toezien op een manier die beschouwd kan worden als minstens equivalent aan wat het Verdrag voorschrijft [...]. Met "equivalent bedoelt het Hof "vergelijkbaar": elke verplichting die zou eisen dat de bescherming van de organisatie "identiek" is, zou tegengesteld kunnen zijn aan het doel dat de internationale organisatie nastreeft [...]. Desalniettemin kan elke vaststelling van equivalentie niet definitief zijn en moet ze vatbaar zijn voor verificatie in het licht van relevante veranderingen in de bescherming van de fundamentele rechten.
156. Als de organisatie geacht wordt dergelijk niveau van bescherming te bieden, wordt een staat niet geacht de verplichtingen van het Verdrag te hebben geschonden wanneer de staat louter juridische verplichtingen uitvoert die voortvloeien uit zijn lidmaatschap aan de organisatie.
Desalniettemin kan dergelijk vermoeden worden weerlegd indien, in de omstandigheden van een specifieke zaak, de bescherming van van de rechten van het Verdrag manifest ontoereikend is.